# Ricardo de Gondra
Ricardo de Gondra y Lazurtegui (Bilbao, 12 marzo 1885 – 7 aprile 1951) è stato un dirigente sportivo e calciatore spagnolo, noto per essere stato il terzo presidente dell'Atlético Madrid, dal 1907 al 1909.

## Biografia
Ricardo de Gondra, originario di Bilbao, nel 1903 era iscritto alla facoltà di ingegneria mineraria di Madrid. Partecipò insieme ad altri studenti alla riunione che si tenne tra la notte del 25 e 26 aprile 1903, nella quale si discusse della fondazione dell'Athlétic Madrid. Fu tra coloro che votò Enrique Allende come presidente, salvo poi spingere per la sostituzione dello stesso in favore di Eduardo de Acha.
Il 20 febbraio 1907 fu eletto presidente del club, incarico che mantenne fino al 1909. In quell'anno dovette completare i propri studi e fu avvicendato da Ramón de Cárdenas. Dal 1904 al 1909 era anche il secondo portiere della squadra.